# Rescuporis IV
Tiberio Julio Rescuporis IV (en griego: Τιβέριος Ἰούλιος Ῥησκούπορις Δ' : Τιβέριος Ἰούλιος Ῥησκούπορις Δ') fue un rey de Bósforo que reinó de 242 a 276.

## Origen
El origen de Rescuporis IV es desconocido ; es presentado alternativamente como hijo de Sauromates III o de Inintimaio.

## Reinado
Rescuporis IV se presenta en una inscripción como « descendiente de reyes », lo que implica su voluntad de presentarse como un rey legítimo perteneciente a la dinastía del Reino del Bósforo.
Durante su largo reinado, emite monedas con la leyenda « ΒΑΣΙΛΕΩΣ ΡΗΣΚΟΥΠΟΡΙΔΟΣ » y sobre las cuales figuran al dorso los numerosos emperadores romanos contemporáneos : Gordiano III (año 536 de la era del Ponto), Filipo el Árabe (año 541), Decio (año 546), Treboniano Galo, Volusiano u Hostiliano (año 548), Valeriano y Galieno cara a cara, después Galieno solo (año 560 & 563).
Hasta que nuevos descubrimientos no vinieron a colmar las lagunas en la continuidad de sus emisiones monetarias, los especialistas consideraban que las series de piezas emitidas en esta época implicaban reyes « Rescuporis » diferentes, con distintos números de orden. Ahora, en cambio, se estima que no es completamente imposible que Rescuporis IV sea el mismo soberano que Rescuporis III, cuyo reinado habría sido escindido en dos por el de Inintimaio.
Durante el reinado de Rescuporis IV, un dinasta llamado Farnaces emite igualmente monedas en 253/254. Bernard Karl von Koehne, seguido por numerosos especialistas, sostenía la hipótesis que la antigua línea de los reyes del Bósforo se había terminado con Sauromates III, Rescuporis IV y Rescuporis V, y que los soberanos portadores de nombres persas (Farsanes, Synges, Tiranes, Totorses y Radamsades) constituían una línea de usurpadores de origen escita que había sustituido a los antiguos monarcas. 
Esta posibilidad de cambio radical de dinastía es ahora fuertemente cuestionado y se considera que las uniones repetidas entre los reyes y las princesas de origen escita son el origen de esta modificación de la onomástica.

## Posteridad
Rescuporis IV es considerado generalmente como el padre de su corregente y sucesor Sauromates IV, que emitió monedas en 275/276, y el de Julio Totorses. En cambio, Teiranes, que se impone como rey entre 275 y 278, es considerado alternativamente como su hijo o su hermano.